# Min pappas palestinska slav
Min pappas palestinska slav är en dokumentärfilm regisserad och producerad av Nathanel Goldman i Israel och Sverige 2007.
Filmen skildrar Moshe Amirav, som är en av Israels mest kända frontfigurer för fred, före detta politiker i Likuds centralkommitté och fredsförhandlare i Camp David år 2000, dit han åkte med Ehud Barak, Israels dåvarande premiärminister, för att samtala med Bill Clinton och Yassir Arafat.
Filmen skildrar denna israeliska frontpersons strävan att hjälpa en ung palestinier. Det handlar konflikten i Mellanöstern i ett nötskal ur ett mycket närgånget perspektiv.
Filmen har vunnit flera priser, bland annat Warszawa Gold Award för bästa dokumentärfilm. Filmen distribueras i hela Norden av Folkets Bio.

## Handling
Filmen handlar om mötet mellan Nathanels far, den israeliska kända fredsaktivisten Moshe Amirav och hans trädgårdsmästare, den 25-åriga palestinska olagliga arbetaren, Morad. Mötet mellan de två skildras av Nathanel. Han är 19 år och han har kommit från Stockholm, för att studera film i Jerusalem. Moshe är hans far.
Han har alltid beundrat sin far för hans arbete för freden. Men nu ser han en annan bild. Han bor i Moshes hus och möter ofta Morad. De blir vänner, talar om livet, flickor, drömmar. Nathanel möter en ung människa som har totalt andra villkor än han själv. Han känner upprördhet, engagemang och skam. Han börjar långsamt komma under huden på den israelisk-palestinska konflikten. Den blir vardaglig verklighet för honom. Han blir också en del av skeendet och uppfattar alltmer att de alla, Moshe, Morad och han själv, är fångna i en omöjlig situation.